# 夜想曲第14番 (ショパン)
夜想曲第14番 嬰ヘ短調 作品48-2 は、フレデリック・ショパンが1841年に作曲し、翌1842年に出版したピアノのための夜想曲。同時に出版された作品48-1に比べ抒情的な作品である。演奏時間は作曲者のノクターンで最も長い。

## 構成

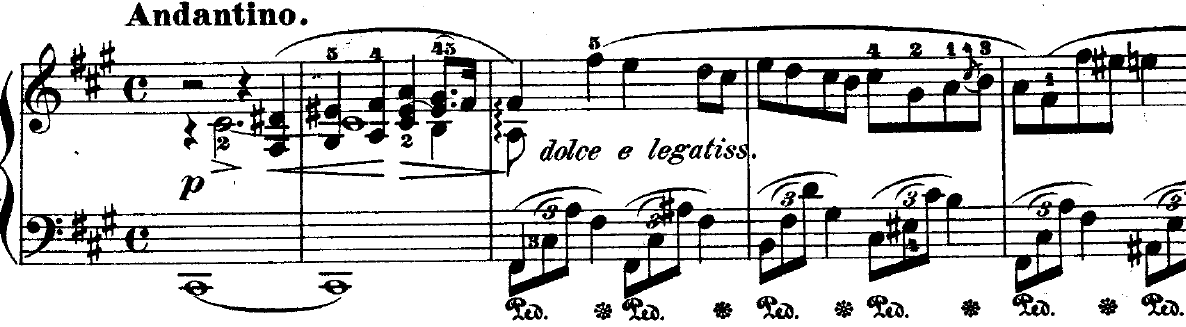
冒頭部分

嬰ヘ短調、アンダンティーノ、4分の4拍子（中間部は4分の3拍子）、三部形式。
主部は短い前奏ののち、バラード風の主題が2度繰り返される。右手は旋律を歌い、左手は3連符を含む伴奏を行う。
モルト・ピウ・レント
中間部は4分の3拍子となり、1、2拍目にフォルテの和音、それに単旋律が応答するというラプソディックな楽句となっている。
再現部では主題が大幅に短縮、変形されて奏される。
その後嬰ヘ長調のコーダが続く。最後は連続するトリルの旋律から上行し、消え入るように終わる。